# 206-й стрелковый полк (ЛНР)
206-й стрелковый полк (206 сп) — тактическое формирование Народной милиции Луганской Народной Республики, ранее. Сформирован из мобилизованных жителей Луганской Народной Республики.

## История
Сформирован в 2022 году Луганской Народной Республикой в ходе мобилизации после начала вторжения России на Украину. Выплаты мобилизованным составляли 70000₽ в месяц. Командовал полком россиянин подполковник Салим Каруров.
Действовал в Харьковской области. 26 мая Указом главы ЛНР личный состав награждён орденом «За доблесть» II степени за «героизм, мужество, доблесть, проявленные в ходе выполнения специальных и боевых задач».
Затем полк переброшен штурмовать Северодонецк. В дальнейшем действовал в Харьковской области. Затем полк отступил в Белогородскую область в район Валуйков на территорию РФ после контрнаступления украинской армии в сентябре 2022 года.